# Die Libelle und das Nashorn
Die Libelle und das Nashorn ist ein deutscher Spielfilm von Lola Randl aus dem Jahr 2012 mit Mario Adorf und Fritzi Haberlandt in den Hauptrollen. Die Premiere der Komödie fand am 2. Juli 2012 auf dem Filmfest München statt, deutscher Kinostart war am 6. Dezember 2012.

## Handlung
Bei einer gemeinsamen Lesung, wo der alternde Schauspielstar Nino Winter (82) seine Autobiografie mit dem Titel Ich kam, sah und liebte vorstellt, lernen sich Winter und die junge Nachwuchs-Schriftstellerin Ada Hänselmann (32) flüchtig kennen. Ada ist genervt von Winters Getue und entsorgt sein Buch sofort. Wegen eines Fluglotsenstreiks wurde Winters Rückflug nach Italien gestrichen. Ada sollte eigentlich von ihrem Freund abgeholt werden, der hat jedoch soeben am Telefon Schluss gemacht. So müssen beide eine Nacht in einem Dortmunder Luxushotel verbringen und sitzen sich nun an der Hotelbar gegenüber.
Die sprunghafte Ada schlägt dem zurückhaltenden Winter ein Spiel vor, in dem er einen Detektiv spielen und Ada beschatten soll. Bei einem Gang durch die Stadt entdecken beide einen Mann, der in ihrer Phantasie zu einem Auftragskiller wird, und sie verfolgen ihn. Zurück im Hotel schlägt Ada jedem fünf Fragen vor, die er dem anderen stellen darf und die dieser ehrlich beantworten muss. Daraus werden hunderte Fragen und zwischen den beiden entsteht eine magische Nähe. Am nächsten Morgen verabschieden sich beide, und sie finden heraus, welches Geheimnis der dubiose Mann aus ihrer Phantasie in Wirklichkeit hat.

## Entstehung
Während der Dreharbeiten zu Lola Randls Film Die Erfindung der Liebe im Sommer 2011 starb nach 23 von 35 Drehtagen plötzlich die Hauptdarstellerin Maria Kwiatkowsky. Daraufhin mussten die Dreharbeiten vorübergehend eingestellt werden. In dieser Situation hatte Lola Randl die Idee für das neue Projekt Die Libelle und das Nashorn. Es gelang, einige Partner aus Die Erfindung der Liebe als Unterstützer für das neue Projekt zu gewinnen. Auch Mario Adorf sowie Irm Hermann, Samuel Finzi, Bastian Trost und Sebastian Weber, die bereits dort mitgespielt hatten, erklärten ihre Bereitschaft zur Mitwirkung an dem neuen Film.
Anfang November 2011 entstand der Film an nur 13 Drehtagen. Er wurde von der Kölner Coin Film GmbH in Zusammenarbeit mit dem WDR und der Berliner Tohuwabohu GmbH produziert und durch die Film- und Medienstiftung NRW gefördert. Gedreht wurde u. a. im Hotel Unique Novum in der Dortmunder Straße Hoher Wall. Weitere Dreharbeiten fanden in Essen statt.

## Kritiken
„Ein in schöne Bilder getauchtes, aber doch allzu dialoglastiges Kammerspiel über Einsamkeit und zwei verlorene Seelen, das zwar mit einigen hübschen Einfällen sowie surrealen Einschüben eine dem Alltag entrückte Geschichte nährt; die Annäherung der Protagonisten bleibt dennoch dramaturgisch lediglich behauptet.“

„Lola Randl reichert den komödiantischen Selbsterfahrungstrip mit ein wenig Film noir an und gibt eine Prise angedeutetes Musical dazu. Aber ansonsten verlässt sie sich ganz auf ein zweisames Kammerspiel und auf die Themen ihres Drehbuchs. […] Die Anleihen beim Film noir sind klug gewählt, denn die Reise in die Nacht basiert auf rätselhaften Charakteren und unberechenbaren Wendungen. Nur ist das nächtliche Dortmund halt nicht das nächtliche L.A. oder die Skyline von New York.“